# Markko Märtin
Markko Märtin (Tartu, 10 november 1975) is een Estse voormalig rallyrijder. Hij reed tot aan het 2005 seizoen in het wereldkampioenschap rally, toentertijd actief bij het fabrieksteam van Peugeot. Hij beëindigde zijn carrière voortijdig, na een ongeluk tijdens de WK-ronde van Groot-Brittannië in september 2005, waar zijn navigator Michael Park bij om het leven kwam.
Märtin is getrouwd met voormalig 'Miss Model Estonia' Mari-Liis Sallo, en ze kregen samen in 2007 hun eerste kind.

## Carrière

### Beginjaren
Markko Märtin debuteerde in 1993 in de rallysport. In 1997 en 1998 werd hij achtereenvolgend Ests rallykampioen. Hij nam ook eenmaal deel aan de Hellendoorn rally in Nederland. Zijn eerste optreden in het wereldkampioenschap rally kwam in Finland in 1997, achter het stuur van een Toyota Celica Turbo 4WD. Märtin reed later als privé-rijder rond in een Toyota Corolla WRC, waarin hij met steun van de Estse oliemaatschappij E.O.S. een groot programma kon afwerken in het WK. Hij viel daarin op in zijn resultaten en werd vervolgens voor het 2001 seizoen gecontracteerd door de fabrieksinschrijving van Subaru, als derde rijder van het team. Märtin zou oorspronkelijk een volledig seizoen afwerken, maar na een reeks teleurstellende resultaten belandde hij even op een zijspoor. In de tweede seizoenshelft verliep het iets beter voor hem, waar hij dan in twee gevallen ook punten wist te scoren.

### 2002-2004: Ford

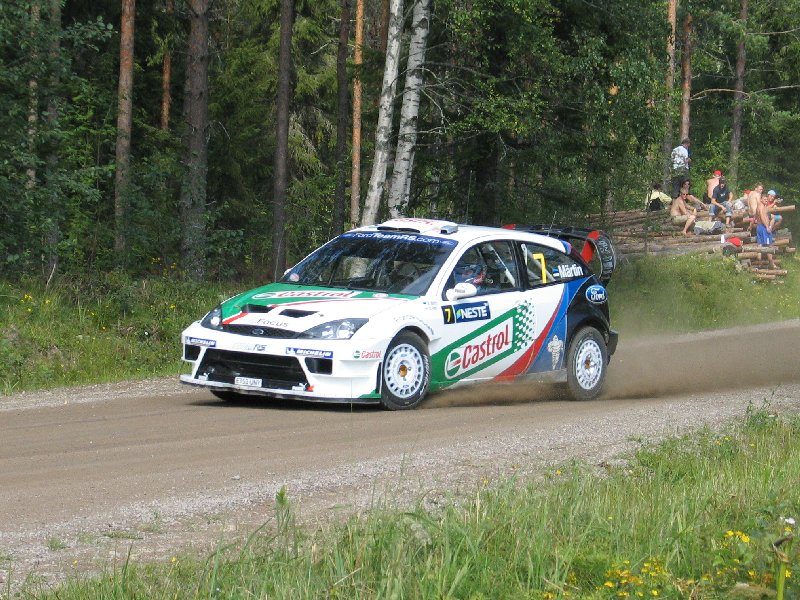
Märtin actief voor Ford tijdens de Rally van Finland in 2004

Een vervolg bij Subaru kwam er echter niet, maar hij werd voor het 2002 seizoen uiteindelijk opgepikt door het team van Ford, als teamgenoot van de ervaren Colin McRae en Carlos Sainz. Märtin maakte gedurende het seizoen een sterke indruk en lag tijdens de Griekse WK-ronde zelfs op koers om de rally te gaan winnen, totdat hij op een klassementsproef twee lekke banden reed en daardoor terugviel in het klassement. Later in het seizoen behaalde hij tijdens de WK-ronde van Groot-Brittannië met een tweede plaats zijn eerste podium resultaat. Na het vertrek van McRae en Sainz naar Citroën, werd Märtin bij Ford voor het 2003 seizoen gepromoveerd tot kopman binnen het team. Vroeg in het seizoen introduceerde Ford een radicale nieuwe versie van de Focus RS WRC in het kampioenschap. De auto was snel, maar tegelijkertijd ook onbetrouwbaar. Märtin wist echter in Griekenland aan grote problemen te ontkomen, en ondanks dat hij gedurende de rally ook even met een open motorkap een proef moest uitrijden, wist hij daar zijn eerste WK-rally op zijn naam te schrijven. Later dat jaar greep Märtin ook nog overtuigend naar de overwinning in de Rally van Finland, maar de vele technische mankementen aan het materiaal deed hem uiteindelijk een kans op de titel onthouden. Resultaten werden consistenter in het daaropvolgende 2004 seizoen, waar hij in Mexico al vroeg in het jaar naar een overwinning greep. Toch wist hij in een aantal rally's belangrijke WK-punten te morsen, waardoor hij uiteindelijk de aansluiting verloor. Hierbij inbegrepen een zwaar ongeluk tijdens de WK-ronde in Argentinië, waar hij en zijn navigator enkel met wat schrik van wegliepen. Twee dominante optredens tijdens de asfaltrondes in Corsica en Catalonië tegen het einde van het seizoen bracht hem uiteindelijk nog terug tot een derde plaats in het kampioenschap, wat daarmee zijn beste klassering zou worden in zijn gehele WK-carrière.

### 2005: Peugeot

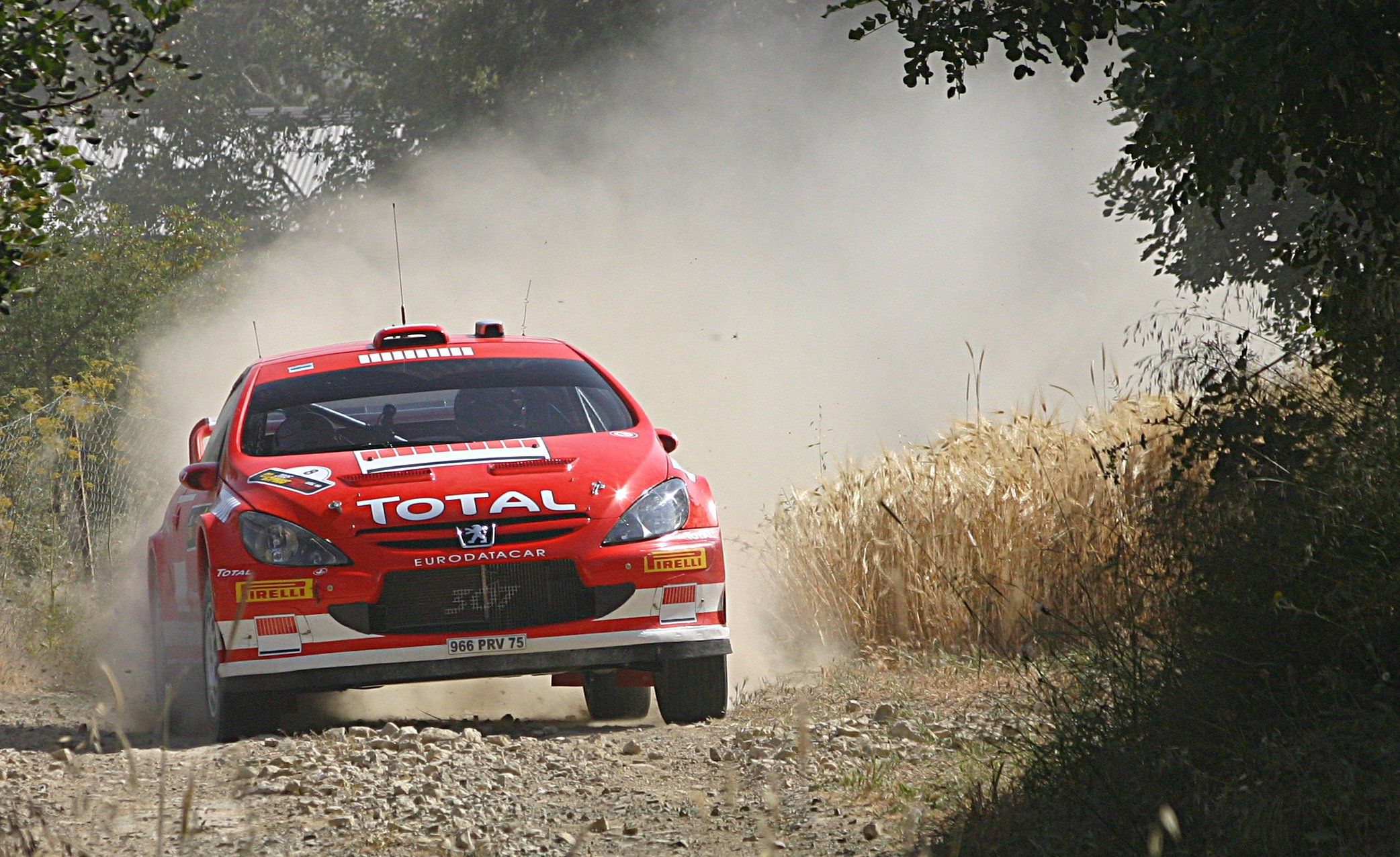
Voor Peugeot rijdend met de 307 WRC in zijn laatste seizoen in het WK rally in 2005

Märtin liet voor het 2005 seizoen een aanbieding van voormalig titelhouder bij de constructeurs Peugeot niet naast zich liggen en besloot de overstap te maken naar het Franse team, die in 2004 echter wel een moeizaam seizoen kende met de dat jaar geïntroduceerde 307 WRC. De auto bleek echter vooruitgang te hebben geboekt in 2005 en Märtin reed op consistente wijze naar kampioenschapspunten toe, waarin hij ook een aantal podium resultaten wist af te dwingen. Märtin kende desondanks wel aanpassingsproblemen bij het team en de auto en moest geregeld onderdoen aan teamgenoot Marcus Grönholm, maar wist zich ondanks het gebrek aan chemie met de 307 WRC binnen de top vijf te scharen in de stand van het kampioenschap bij de rijders. Het noodlot sloeg echter toe op 18 september van dat jaar. Tijdens de laatste etappe, op de 15e klassementsproef van de WK-ronde van Groot-Brittannië, verloor hij na een flauwe linkse bocht de macht over het stuur en verliet vervolgens in de buitenbocht de weg, waarbij de auto aan de rechterzijde tegen een boom klapte. Märtin bleef ongedeerd in dit ongeval, maar zijn vaste navigator sinds 2000, de Engelse Michael Park, overleed ter plekke; daarmee het eerste fatale ongeval van een deelnemend equipe in het WK in twaalf jaar. De rally werd hierna direct stilgelegd.

### Latere carrière
Märtin besloot in het resterende seizoen niet meer terug te keren. Begin 2006 hakte hij definitief de knoop door en kondigde aan zijn carrière als actief rallyrijder stop te zetten. Later dat jaar keerde hij tijdens de Rally van Portugal (geen WK-rally) echter weer terug achter het stuur, ditmaal in een Groep N Subaru Impreza. Hij werd daarin genavigeerd door David Senior, die voorheen naast Alister McRae zat. Daarnaast werd hij ook betrokken bij een junioren team in het Estse rallykampioenschap en nam hij nog in een aantal rondes deel aan het Deens kampioenschap voor Tourwagens. In 2008 accepteerde hij een aanbieding van Subaru om testrijder voor het fabrieksteam te worden. Het merk trok zich echter na afloop van het seizoen terug uit de rallysport als fabrieksteam. In 2010 kroop hij tijdens de Rally van Estland, wat dat jaar een kandidatuur-evenement was voor de Intercontinental Rally Challenge in 2011, weer achter het stuur van de Ford Focus RS WRC uit 2003, wat volgens hemzelf betiteld werd als zijn favoriete rallyauto. Hij won daarmee de rally. Met deze auto nam hij in 2011 ook weer deel aan het evenement en eindigde daar dit keer als tweede achter Mads Østberg.
Märtin had ook testwerk ondergaan met het Prodrive Mini project, maar sloot een competitieve terugkeer in het WK rally uit. Märtin beheert tevens zijn eigen preparatie team, genaamd MM Motorsport, die onder meer actief waren met de Ford Fiesta S2000 van Ott Tänak in het Super 2000 World Rally Championship in 2011.

## Complete resultaten in het wereldkampioenschap rally
| Seizoen | Inschrijving            | Auto                    | 1       | 2      | 3       | 4       | 5       | 6       | 7       | 8       | 9      | 10      | 11      | 12      | 13      | 14      | 15    | 16      | Pos. | Punten |
| ------- | ----------------------- | ----------------------- | ------- | ------ | ------- | ------- | ------- | ------- | ------- | ------- | ------ | ------- | ------- | ------- | ------- | ------- | ----- | ------- | ---- | ------ |
| 1997    | Markko Märtin           | Toyota Celica Turbo 4WD | MON     | ZWE    | KEN     | POR     | SPA     | FRA     | ARG     | GRI     | NZL    | FIN DNF | IND     | ITA     | AUS     | GBR     |       |         | –    | 0      |
| 1998    | Markko Märtin           | Toyota Celica GT-Four   | MON     | ZWE    | KEN     | POR DNF | SPA     | FRA     | ARG     | GRI     | NZL    |         |         |         | GBR 9   |         |       |         | –    | 0      |
| 1998    | H.F. Grifone            | Toyota Celica GT-Four   |         |        |         |         |         |         |         |         |        | FIN 12  |         |         |         |         |       |         | –    | 0      |
| 1998    | E.O.S. Team Toyota      | Toyota Celica GT-Four   |         |        |         |         |         |         |         |         |        |         | ITA DNF | AUS     |         |         |       |         | –    | 0      |
| 1999    | Markko Märtin           | Ford Escort WRC         | MON     | ZWE 8  | KEN     | POR DNF | SPA     | FRA     | ARG     |         |        |         |         |         |         |         |       |         | 19   | 2      |
| 1999    | Markko Märtin           | Toyota Corolla WRC      |         |        |         |         |         |         |         | GRI 5   | NZL    | FIN DNF | CHN     | ITA DNF | AUS     | GBR 8   |       |         | 19   | 2      |
| 2000    | Lukoil-E.O.S. Rally     | Toyota Corolla WRC      | MON     | ZWE 9  | KEN     | POR 7   | SPA 10  | ARG     | GRI DNF | NZL     | FIN 10 | CYP 6   | FRA     | ITA DNF |         | GBR 7   |       |         | 23   | 1      |
| 2000    | Subaru World Rally Team | Subaru Impreza WRC2000  |         |        |         |         |         |         |         |         |        |         |         |         | AUS DNF |         |       |         | 23   | 1      |
| 2001    | Subaru World Rally Team | Subaru Impreza WRC2001  | MON DNF | ZWE 12 | POR DNF | SPA DNF | ARG     | CYP     | GRI DNF | KEN     | FIN 5  | NZL     | ITA DNF | FRA 6   | AUS     | GBR DNF |       |         | 19   | 3      |
| 2002    | Ford Motor Co Ltd.      | Ford Focus RS WRC 02    | MON 12  | ZWE    | FRA 8   | SPA 8   | CYP 8   | ARG 4   | GRI 6   | KEN 4   | FIN 5  | DUI 6   | ITA 5   | NZL DNF | AUS 5   | GBR 2   |       |         | 9    | 20     |
| 2003    | Ford Motor Co Ltd.      | Ford Focus RS WRC 02    | MON 4   | ZWE 4  | TUR 6   |         |         |         |         |         |        |         |         |         |         |         |       |         | 5    | 49     |
| 2003    | Ford Motor Co Ltd.      | Ford Focus RS WRC 03    |         |        |         | NZL DNF | ARG DNF | GRI 1   | CYP DNF | DUI 5   | FIN 1  | AUS DNF | ITA 3   | FRA DNF | SPA 3   | GBR DNF |       |         | 5    | 49     |
| 2004    | Ford Motor Co Ltd.      | Ford Focus RS WRC 03    | MON 2   | ZWE 7  | MEX 1   |         |         |         |         |         |        |         |         |         |         |         |       |         | 3    | 79     |
| 2004    | Ford Motor Co Ltd.      | Ford Focus RS WRC 04    |         |        |         | NZL 3   | CYP 2   | GRI DNF | TUR 24  | ARG DNF | FIN 2  | DUI 4   | JPN 3   | GBR 3   | ITA DNF | FRA 1   | SPA 1 | AUS DNF | 3    | 79     |
| 2005    | Marlboro Peugeot Total  | Peugeot 307 WRC         | MON 4   | ZWE 2  | MEX 3   | NZL 5   | ITA 4   | CYP 3   | TUR 5   | GRI 8   | ARG 6  | FIN 3   | DUI 4   | GBR DNF | JPN     | FRA     | SPA   | AUS     | 5    | 53     |

#### Overwinningen
| # | Seizoen | Rally                                  | Navigator    | Auto                 |
| - | ------- | -------------------------------------- | ------------ | -------------------- |
| 1 | 2003    | 50th Acropolis Rally                   | Michael Park | Ford Focus RS WRC 03 |
| 2 | 2003    | 53th Neste Rally Finland               | Michael Park | Ford Focus RS WRC 03 |
| 3 | 2004    | 18º Corona Rally México                | Michael Park | Ford Focus RS WRC 03 |
| 4 | 2004    | 48ème Tour de Corse - Rallye de France | Michael Park | Ford Focus RS WRC 04 |
| 5 | 2004    | 40º Rallye Catalunya - Costa Brava     | Michael Park | Ford Focus RS WRC 04 |